# Rolf Maier
Pour les articles homonymes, voir Maier.
Rolf Maier, né le 16 décembre 1936 à Stuttgart et mort le 30 mars 2023 à Acheux-en-Amiénois, est un haltérophile français, évoluant dans la catégorie des poids moyens.
Il est médaillé de bronze aux Championnats d'Europe d'haltérophilie 1965.

## Biographie
Rolf Maier meurt le 30 mars 2023 à Acheux-en-Amiénois.